# Prijateljstvo
Prijateljstvo je pozitivan odnos između dvoje ili više ljudi, koji osjećaju međusobnu simpatiju i povjerenje. Osobe u prijateljskom odnosu se nazivaju "prijatelj" ili "prijateljica". Pojam se uobičajeno odnosi na osobe koje nisu u obiteljskoj vezi.
Prijateljstvo se temelji na ljubavi, povjerenju i međusobnom uvažavanju. Prijateljska veza se "sklapa", a ako ide prema kraju, "hladi" se. 
U širem smislu "prijateljstvo" može označavati dobre i često ugovorno regulirane političke odnose između naroda ili država. 
Međunarodni dan prijateljstva obilježava se 31. srpnja.